# Kiss (Carly-Rae-Jepsen-Album)
Kiss (englisch für „Kuss“) ist das zweite Studioalbum der kanadischen Sängerin Carly Rae Jepsen aus dem Jahr 2012.

## Hintergrund
An dem Album arbeiteten unter anderem Justin Bieber, Dallas Austin, Josh Ramsay und Redfoo mit. Aus dem Studioalbum wurden vier Singles in Deutschland veröffentlicht. Die erste Singleauskopplung war Call Me Maybe, welche auch die Verkäufe des Albums verbesserte. Die fünfte Single Almost Said It wurde nur in Kanada veröffentlicht. Die letzte Single war Tonight I’m Getting over You, welche sich noch nicht in Deutschland platzieren konnte.

## Titelliste
1. Tiny Little Bows – 3:22
2. This Kiss – 3:51
3. Call Me Maybe – 3:14
4. Curiosity  – 3:35
5. Good Time – 3:26
6. More Than a Memory – 4:03
7. Turn Me Up – 3:46
8. Hurt So Good – 3:11
9. Beautiful – 3:19
10. Tonight I’m Getting over You – 3:40
11. Guitar String / Wedding Ring – 3:28
12. Your Heart Is a Muscle – 3:50

## Rezensionen
Amelie Köppl von laut.de bewertete das Album mit einem von fünf Sternen. Sie bezeichnete das Album als „platt“ und kritisierte, dass es „keine Überraschungen“ gebe und dass „immer das gleiche Schema“ verwendet werden würde.

## Kommerzieller Erfolg

### Chartplatzierungen
| ChartsChartplatzierungen       | Höchstplatzierung | Wochen |
| ------------------------------ | ----------------- | ------ |
| Deutschland (GfK)              | 22 (5 Wo.)        | 5      |
| Kanada (MC)                    | 5 (3 Wo.)         | 3      |
| Österreich (Ö3)                | 25 (5 Wo.)        | 5      |
| Schweiz (IFPI)                 | 18 (7 Wo.)        | 7      |
| Vereinigte Staaten (Billboard) | 6 (21 Wo.)        | 21     |
| Vereinigtes Königreich (OCC)   | 9 (6 Wo.)         | 6      |

### Auszeichnungen für Musikverkäufe
| Land/Region                  | Auszeichnungen für Musikverkäufe (Land/Region, Auszeichnung, Verkäufe) | Verkäufe |
| ---------------------------- | ---------------------------------------------------------------------- | -------- |
| Australien (ARIA)            | Gold                                                                   | 35.000   |
| Brasilien (PMB)              | Gold                                                                   | 20.000   |
| Indonesien (ASIRI)           | Platin                                                                 | 10.000   |
| Japan (RIAJ)                 | Platin                                                                 | 250.000  |
| Kanada (MC)                  | Gold                                                                   | 40.000   |
| Kolumbien (ASINCOL)          | Gold                                                                   | 5.000    |
| Neuseeland (RMNZ)            | 2× Platin                                                              | 30.000   |
| Österreich (IFPI)            | Gold                                                                   | 10.000   |
| Philippinen (PARI)           | 9× Platin                                                              | 135.000  |
| Polen (ZPAV)                 | Gold                                                                   | 10.000   |
| Schweden (IFPI)              | Gold                                                                   | 20.000   |
| Singapur (RIAS)              | Gold                                                                   | 5.000    |
| Vereinigtes Königreich (BPI) | Silber                                                                 | 60.000   |
| Insgesamt                    | 1× Silber · 8× Gold · 13× Platin ·                                     | 630.000  |